# 13e régiment de chasseurs à cheval (Empire allemand)
Pour les articles homonymes, voir 13e régiment.
Le 13e régiment de chasseurs à cheval (Jäger-Regiment zu Pferde Nr. 13) est une unité de cavalerie de l'Armée prussienne. Unité de la 34e division d’infanterie allemande, elle était rattachée au XVIe corps d'armée allemand avant 1914.

## Historique
Créé le 1er octobre 1913, le régiment de chasseurs à cheval n°13 était en garnison à Sarrelouis. Faisant partie de la 45e Kavallerie-Brigade commandée par le général Eberhard von Hofacker, le 13e régiment était commandé le Major von Sobbe.

## Formation
Le régiment était composé de 5 escadrons provenant de régiments d'uhlans, de hussards et de dragons :
- 7e régiment d'uhlans (de)
- 13e régiment de hussards
- 22e régiment de dragons
- 24e régiment de dragons du Corps (de)
- 14e régiment de dragons

## Première Guerre mondiale
Au cours de la guerre 1914-1918, l'unité de cavalerie a été intégrée à la 6. Kavallerie-Division, la 6e division de cavalerie. Après l'Argonne et la Champagne, le régiment est envoyé sur le front de l'Est. En 1918, il est affecté en Alsace, puis dans les Flandres.

## Source
- Hugo F.W. Schulz: Die Preußischen Kavallerie-Regimenter 1913/1914, Weltbild Verlag 1992.
- Jürgen Kraus,  Stefan Rest (dir.) : Die deutsche Armee im Ersten Weltkrieg, Ingolstadt, 2004.